# تلخستان (شازند)
تلخستان روستایی در دهستان مالمیر بخش سربند شهرستان شازند استان مرکزی ایران است.این روستا شامل طوایفی با فامیلی های پناهی، پناهی پور، علیدادی،علیدادی تلخستانی است.اکثر مردم به کشاورزی و برخی دیگر به پرورش گوسفند میپردازند.وجود قلعه ی تخریب شده نشان از قدمت روستا میدهد و وجود خان ها در زمان پهلوی را ثابت میکند.این روستا در حال افزایش جمعیت و مسکن است تنها دلیلش میتواند آب و هوای دلپذیر و دور از آلودگی های شهری باشد.
نزدیکی این روستا به شهر زیبای بروجرد باعث شده اکثر مردم برای خرید و رفع نیازهای خود به این شهر رفته و محصولات خودشان را هم در این شهر به فروش بگذارند. برای بروجرد و مردمانش احترام زیادی قائل هستند و با این شهر هم مرز هستند.برخی از مردم روستا هم به زبان و گویش بروجردی سخن میگویند

## جمعیت
بر پایه سرشماری عمومی نفوس و مسکن در سال ۱۳۹۵ جمعیت این روستا ۱۰۳ نفر (۳۶خانوار) بوده‌است.